# Abubakar Shekau
Abubakar Shekau, alias Darul Akeem wa Zamunda Tawheed eller Darul Tawheed ("monoteismens boning") (arabiska : دار التوحيد), född mellan 1965 och 1975 i Shekau i delstaten Yobe, Nigeria, död 20 maj 2021, var en nigeriansk militant jihadist, känd som ledare för Boko Haram, en nigeriansk väpnad grupp lojala med terrorgruppen Islamiska staten.

## Biografi
Shekau var etnisk kanuri. Han talade även hausa, fula, arabiska och engelska och påstod sig vara en intellektuell och teolog som studerat islam "under en traditionell präst". Han var sunnimuslimsk salafist.
I juni 2012 klassificerade USA Shekau som terrorist och frös därför hans tillgångar i USA. I juni 2013 utlyste USA en hittelön för den som kunde lämna sådan information att Shekau kunde gripas. Även nigerianska armén erbjudör hittelön för Shekau.
Shekau överlevde en skottskada i benet som han ådrog sig 2009 då nigerianska säkerhetsstyrkor försökte gripa honom. Istället ökade Shekau och hans anhängare sina terroristaktiviteter. Man tog bland annat på sig ansvaret för kidnappningen av över 200 skolflickor i april 2014.
I augusti 2016 utsåg IS Abu Musab al-Barnawi som ledare för gruppen i stället för Shekau, som vägrade att erkänna Barnawis ledarskap.
Shekau var ställföreträdande ledare för gruppen Boko Harams grundare, Mohammed Yusuf, tills Yusuf avrättades 2009. De nigerianska myndigheterna ansåg fram till juli 2010 att Shekau dödats 2009 under sammandrabbningar mellan säkerhetsstyrkor och Boko Haram, då Shekau dök upp i en video och angav sig vara gruppens ledare. Han rapporterades därefter regelbundet ha omkommit. I mars 2015 ställde sig Shekau lojal med  Abu Bakr al-Baghdadi.